# Aporecolpa nigra
Aporecolpa nigra är en skalbaggsart som beskrevs av Lansberge 1886. Aporecolpa nigra ingår i släktet Aporecolpa och familjen Cetoniidae. Inga underarter finns listade i Catalogue of Life.